# Contact (Band)
Contact war ein österreichisches Popduo, das aus Konrad „Koni“ Kleemayr und Hannes Motal bestand. Ihr 1986 als Single veröffentlichtes Lied Schwarze Madonna erreichte den dritten Platz der österreichischen Verkaufshitparade sowie den ersten Platz der Ö3-Hitparade. Trotz weiterer Veröffentlichungen blieb dies ihr einziger Hit. Im Juni 1989 löste sich das Duo auf.

## Diskografie
Singles
- 1986: Schwarze Madonna
- 1987: Fata Morgana in der Wüste
- 1987: Light Up the Night
- 1989: Nur du
- 1989: I Get a Kick Out of Loving You

Alben
- 1986: Contact